# Obred strožeg opsluživanja
Obred strožeg opsluživanja ili Obred striktne opservancije (njem. Strikte Observanz, engl. Rite of Strict Observance) je bio slobodnozidarski obred. Sastojao se od niza progresivnih stupnjeva koje je dodijeljivao Red strožeg opsluživanja, slobodnozidarsko tijelo iz 18. stoljeća. Obred je oko 1755. godine u Njemačkoj osnovao barun Karl Gotthelf von Hund. U Njemačkoj je bio vrlo popularan te je imao utjecaja na Ispravljeni škotski obred. Obred se kasnije ugasio, nakon smrti svog utemeljitelja. Obred je utjecao na formiranje Draškovićeve opservancije u Hrvatskoj.

## Povijest
Barun Karl Gotthelf von Hund uveo je u Njemačku "Novi škotski sustav" koji je preimenovao u "Ispravljena masonerija", a nakon 1764. godine u "Obred strožeg opsluživanja", dok ga je engleski sustav slobodnog zidarstva prozivao "Kasno opsluživanje" (engl. Late Observance). Obred je bio zanimljiv za njemački nacionalni ponos, privlačio je ne-plemstvo, a navodno su njime upravljai "Nepoznati pretpostavljeni". Obred je bio posebno posvećeno reformi slobodnog zidarstva, s posebnim osvrtom na izbacivanje okultizama koji se u to vrijeme široko prakticirao u mnogim ložama, te na uspostavljanje kohezije i homogenosti u slobodnom zidarstvu provođenjem stroge discipline kao i regulaciju časničkih dužnosti. Do 1768. godine Obred se radio u četrdesetak loža.
Unatoč početnoj popularnosti, sve veće nezadovoljstvo članova zbog neuspjeha da budu inicirani dovelo je do toga da se Obred ugasio 1782. godine. Na kongresu u samostanu u Wilhelmsbadu 1782. godine, predvođeni pod Jean-Baptisteom Willermozom, masoni su se distanicarali od templarskog nasljeđa te su reorganizirali obred kao Ispravljeni škotski obred.

## Struktura stupnjeva
Stupnjevi Obreda strožeg opsluživanja su bili:
- 1° – učenik
- 2° – pomoćnik
- 3° – majstor
- 4° – Škot, ili škotski majstor
- 5° – novak, ili novak štitonoša
- 6° – templar, ili vitez templar
- 7° – zavjetovani vitez